# Il barcaiolo di Amalfi
Il barcaiolo di Amalfi è un film del 1954 diretto da Mino Roli.
Si tratta dell'unica regia dello sceneggiatore Mino Roli, con soggetto tratto dall'omonimo romanzo di Francesco Mastriani.

## Trama
Aspreno è il figlio del barcaiolo Antonio Selva, il quale ha abbandonato la famiglia per andare a vivere con l'amante ad Amalfi.

## Produzione
Il film è ascrivibile al filone dei melodrammi sentimentali, comunemente detto strappalacrime, allora molto in voga tra il pubblico italiano, in seguito ribattezzato dalla critica con il termine neorealismo d'appendice.

## Distribuzione
Il film venne distribuito nel circuito cinematografico italiano a partire dal 29 dicembre del 1954.

## Opere correlate
Il romanzo di Mastriani era già stato trasposto al cinema all'epoca del muto con la pellicola Il barcaiuolo d'Amalfi diretto da Telemaco Ruggeri nel 1924.